# Sorocostia hesycha
Sorocostia hesycha är en fjärilsart som beskrevs av Edward Meyrick 1888. Sorocostia hesycha ingår i släktet Sorocostia och familjen trågspinnare. Inga underarter finns listade i Catalogue of Life.